# Рудник Opoue
Рудник Opoue – гірничодобувний майданчик у Меланезії на острові Нова Каледонія (заморське володіння Франції), що знаходяться у сточищі річки Tontouta та розробляється компанією Société le Nickel (SLN).
Ще в 1980-х роках роботи у сточищі Tontouta почала компанія Société Minière Georges Montagnat (SMGM), яка використовує як власні гірничі відводи, так і орендовані у найвідомішої новокаледонської гірничої компанії SLN. В якийсь момент SLN також розпочала видобуток у сточищі Tontouta з копальні Opoue, що лежить дещо на схід від належної SMGM копальні Томо (як засвідчують дані геоінформаційних систем, роботи на Opoue започаткували не пізніше середини 2000-х).
Розробка ведеться традиційним для Нової Каледонії відкритим способом, при цьому за проектом рудник має відпрацювати кілька розташованих на схилі гірського хребта кар’єрів, як то «Plateau supérieur» («Верхнє плато»), «Entre-deux», «Plateau intermédiaire» («Середнє плато»), «Plateau Inférieur» («Нижнє плато») та «Carrière Est».
Руда вивозиться до узбережжя автотранспортом, при цьому використовують дорожню інфраструктуру, якою опікується SMGM.
Станом на початок 2013-го ресурси сапролітової руди, придатної для переробки на металургійному заводі в Доніамбо, оцінювались для Opoue у 1,74 млн тонн руди з середнім вмістом нікеля 2,5% (за категоріями виміряні та показані). Також відомо, що складений в 2014-му план розробки передачав річну потужність рудника на рівні 165 тисяч тонн руди та 700 тисяч тонн породи.